# Paranaspia frainii
Paranaspia frainii là một loài bọ cánh cứng trong họ Cerambycidae.